# Gaius Claudius Severus
Gaius Claudius Severus war ein im 1. und 2. Jahrhundert n. Chr. lebender römischer Politiker.
Severus war zwischen 106 und 116 der erste Statthalter (Legatus Augusti pro praetore) in der neu eingerichteten Provinz Arabia. Er ist in der Provinz durch einen Papyrus, der auf den 26. März 107 datiert ist, sowie durch zahlreiche Inschriften auf römischen Meilensteinen, die auf 111 bis 114 datiert sind, belegt.
Durch die Fasti Ostienses, auf denen sein Name partiell erhalten ist, ist belegt, dass er 112 zusammen mit Titus Settidius Firmus Suffektkonsul war; er übte dieses Amt vom 1. Oktober bis zum 31. Dezember in absentia aus.
Sein Sohn war vermutlich Gnaeus Claudius Severus Arabianus, ordentlicher Konsul im Jahr 146.